# Antínoo (Odisseia)
Antínoo, filho de Eupeithes, é um personagem da Odisseia.
Ele é introduzido na Odisseia como o primeiro a contestar Telêmaco, logo após este ter ameaçado os pretendentes de Penélope, sua mãe.